# Curt Kretzschmar
Curt Kretzschmar (geboren 23. Dezember 1894 in Dresden; gestorben 3. Dezember 1973 in Hamburg) war ein deutscher Dirigent. 

## Leben
Curt Kretzschmar studierte Musik am Dresdner Konservatorium unter anderem bei Ernst von Schuch und arbeitete von 1913 bis 1918 als Korrepetitor an der Dresdner Hofoper. Es folgten Lehrjahre als Kapellmeister in Stargard, Dortmund, Bochum und Essen. Er wurde 1925 Kapellmeister und Chordirektor unter Carl Stueber an der Oper Frankfurt. Daneben leitete er die Opernchor-Klasse des Hoch’schen Konservatoriums.
Kretzschmar war Mitglied der SPD, trat aber zum 1. Februar 1932 der NSDAP bei (Mitgliedsnummer 890.015), obschon er von 1928 bis 1933 Mitglied der Freimaurerloge Carl zum Lindenberg war. Er übernahm die Leitung des Chors der NSDAP-Kreisleitung Frankfurt. Er wurde als SS-Rottenführer Mitglied der SS. 
Kretzschmar wurde 1935 Kapellmeister beim Reichssender Leipzig, auch in Leipzig betätigte er sich in der SS als Führer eines Musikzugs einer SS-Standarte. 1940 wurde er musikalischer Leiter im Reichssender Berlin. 1943 war er für kurze Zeit musikalischer Oberleiter am Theater des Volkes in Berlin und ging dann als Kapellmeister an das Deutsche Theater im besetzten Oslo. Kretzschmar stand 1944 in der Gottbegnadeten-Liste des Reichsministeriums für Volksaufklärung und Propaganda.
Nach dem Krieg wohnte er in Reit im Winkl und war 1948 für kurze Zeit als 1. Kapellmeister an der Bayerischen Staatsoperette in München beschäftigt. Seit den 1950er Jahren lebte er in Hamburg.

## Aufnahmen
- Maria Cebotari und Helge Roswaenge singen aus La Traviata. Austroton
- Giuseppe Verdi: Die Schlacht von Legnano : Oper in 4 Akten. Chor und Orchester des Hamburger Rundfunks, Dirigent: Curt Kretzschmar, 1943.